# Thabena decipiens
Thabena decipiens är en insektsart som först beskrevs av Melichar 1906.  Thabena decipiens ingår i släktet Thabena och familjen sköldstritar. Inga underarter finns listade i Catalogue of Life.